# Dagmar Švubová
Dagmar Švubová (nacida como Dagmar Palečková, Nové Město na Moravě, Checoslovaquia, 9 de agosto de 1958) es una deportista checoslovaca que compitió en esquí de fondo. 
Participó en dos Juegos Olímpicos de Invierno, obteniendo una medalla de plata en Sarajevo 1984, en la prueba de relevo (junto con Blanka Paulů, Gabriela Svobodová y Květa Jeriová), y el cuarto lugar en Lake Placid 1980, en la misma prueba.

## Palmarés internacional
| Juegos Olímpicos | Juegos Olímpicos      | Juegos Olímpicos | Juegos Olímpicos |
| Año              | Lugar                 | Medalla          | Prueba           |
| ---------------- | --------------------- | ---------------- | ---------------- |
| 1984             | Sarajevo (Yugoslavia) | Medalla de plata | Relevo 4 × 5 km  |